# قرار مجلس الأمن التابع للأمم المتحدة رقم 762
قرار مجلس الأمن التابع للأمم المتحدة رقم 762، المعتمد بالإجماع في 30 يونيو 1992، وبعد أن أعاد المجلس تأكيد القرارات 713 (1991)، و721 (1991)، و724 (1991)، و727 (1992)، و740 (1992)، و743 (1992)، و749 (1992)، و752 (1992)، و757 (1992)، و758 (1992)، و760 (1992)، و761 (1992)، حث المجلس جميع الأطراف على الوفاء بالتزاماتها تجاه خطة الأمم المتحدة في يوغوسلافيا السابقة وإكمال وقف الأعمال العدائية.
وحث أيضا كرواتيا على سحب جيشها من هجومها الذي وقع مؤخرا في دالماتيا إلى المواقع التي شغلتها قبل 21 يونيو 1992، وحث الوحدات المتبقية من الجيش الشعبي اليوغوسلافي فضلا عن قوات الدفاع الإقليمية الصربية في كرواتيا، وكذلك القوات غير النظامية على الامتثال بدقة لخطة الأمم المتحدة لحفظ السلام.
وأوصى القرار 762 أيضا بإنشاء لجنة مشتركة تتألف من ممثلين عن الحكومة الكرواتية والصرب المحليين، وينبغي أن تتشاور مع السلطات في بلغراد «عند اللزوم أو عند الاقتضاء» بشأن مهامها المتعلقة برصد سلطات الشرطة وانسحاب كلا الجيشين من المناطق المشمولة بحماية الأمم المتحدة و«المناطق الوردية» خارج نطاق سيطرة الأمم المتحدة. وأذنت أيضا بزيادة 120 من أفراد الشرطة المدنية و60 ضابطا عسكريا إلى قوة الأمم المتحدة للحماية.
وبعد أن أكد المجلس من جديد حظر الأسلحة وما يترتب على انهيار خطة الأمم المتحدة من آثار في يوغوسلافيا، دعا جميع الأطراف مرة أخرى إلى التعاون مع المؤتمر المعني بيوغوسلافيا بهدف التوصل إلى تسوية سياسية تتمشى مع مبادئ منظمة الأمن والتعاون في أوروبا.
و لم تمتثل كرواتيا، ولم تسحب جيشها.

## وصلات خارجية
- نص القرار في undocs.org